# Kumada Rui
Rui Kumada (熊田 瑠偉 Kumada Rui,  sinh ngày 5 tháng 9 năm 1992 ở Osaka, Nhật Bản) là một cầu thủ bóng đá người Nhật Bản thi đấu ở vị trí tiền vệ.
Anh học tập tại và thi đấu cho Trường Trung học Withus Navi & Đại học Osaka Gakuin trước khi chuyển đến Singapore năm 2015.  Anh gia hạn hợp đồng năm 2015 để thi đấu năm 2016 sau một mùa giải 2015 thành công.

## Thống kê sự nghiệp câu lạc bộ
Tính đến 2 tháng 1 năm 2016
| Thành tích câu lạc bộ | Thành tích câu lạc bộ  | Thành tích câu lạc bộ | Giải vô địch | Giải vô địch | Cúp                   | Cúp                   | Cúp Liên đoàn | Cúp Liên đoàn | Tổng cộng | Tổng cộng |
| Mùa giải              | Câu lạc bộ             | Giải vô địch          | Số trận      | Bàn thắng    | Số trận               | Bàn thắng             | Số trận       | Bàn thắng     | Số trận   | Bàn thắng |
| Singapore             | Singapore              | Singapore             | Giải vô địch | Giải vô địch | Cúp bóng đá Singapore | Cúp bóng đá Singapore | Cúp Liên đoàn | Cúp Liên đoàn | Tổng cộng | Tổng cộng |
| --------------------- | ---------------------- | --------------------- | ------------ | ------------ | --------------------- | --------------------- | ------------- | ------------- | --------- | --------- |
| 2015                  | Albirex Niigata FC (S) | S.League              | 19           | 1            | 6                     | 0                     | 4             | 0             | 29        | 1         |
| 2016                  | Albirex Niigata FC (S) | S.League              | 18           | 3            | 5                     | 1                     | 5             | 1             | 28        | 5         |
| 2017                  | Albirex Niigata FC (S) | S.League              | ?            | ?            | ?                     | ?                     | ?             | ?             | ?         | ?         |
| Tổng cộng             |                        |                       |              |              |                       |                       |               |               |           |           |
| Singapore             | Singapore              | 37                    | 4            | 11           | 1                     | 9                     | 1             | 57            | 6         |           |
| Tổng cộng sự nghiệp   | Tổng cộng sự nghiệp    | Tổng cộng sự nghiệp   | 37           | 4            | 11                    | 1                     | 9             | 1             | 57        | 6         |